# Ińsko
Ińsko (niem. Nörenberg) – miasto w Polsce położone w województwie zachodniopomorskim, w powiecie stargardzkim, siedziba gminy miejsko-wiejskiej Ińsko, nad jeziorem Ińsko.
Według danych z 31 grudnia 2021 r. miasto miało 1810 mieszkańców
Ośrodek turystyczny w centrum Pojezierza Ińskiego.

## Położenie
Według danych z 1 stycznia 2009 powierzchnia miasta wynosi 7,48 km². Miasto leży na historycznym Pomorzu Zachodnim.
W latach 1954–1972 miasto było siedzibą władz gromady Ińsko, mimo że do niej nie należało. W latach 1946–1998 miasto administracyjnie należało do województwa szczecińskiego.

## Historia

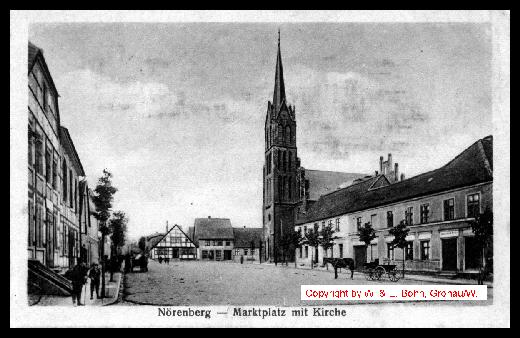
Rynek główny z kościołem

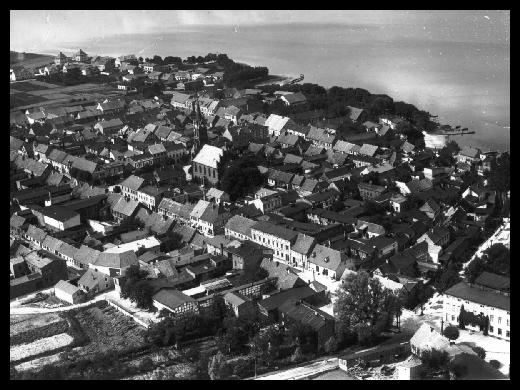
Przedwojenne zdjęcie z lotu ptaka

W 1248 roku została wzmiankowana słowiańska osada rybacka przy jeziorze Ińsko. W 1300 roku Ińsko zostało wymienione jako miasto, jednak dokładna data lokacji jest nieznana. Niemiecką nazwę miasta Nörenberg łączy się z pochodzeniem osadników niemieckich z okolic frankońskiej Norymbergi. W latach 1335 i 1338 mieszkańcy zostali zwolnieni na kilka lat z płacenia podatku, co umożliwiło dokończenie procesu budowy miasta, łącznie ze wzniesieniem obwarowań. W 1334 w mieście osadzony został zakon dominikanów, funkcjonujący tu do czasów reformacji. W tym czasie zbudowana została również fara miejska usytuowana we wschodniej części Rynku.

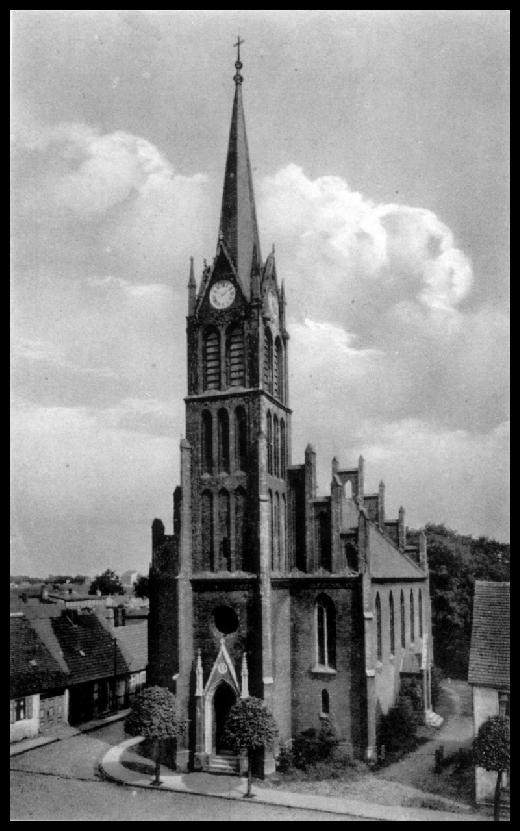
Neogotycki kościół przy rynku

W 1350 margrabia Ludwik z dynastii Wittelsbachów, przekazał miasto w lenno Henningowi von Wedlowi. W cztery lata później Wedlowie wykupili miasto na własność osiedlając się zapewne w siedzibie wójtów, która miała istnieć w obrębie murów obronnych. Siedziba ta, jak również miasto, zostały częściowo zniszczone w 1370 przez księcia pomorskiego Kazimierza III. Dwa lata później Wedlowie otrzymali pozwolenie na budowę zamku, który został usytuowany po południowo-wschodniej stronie miasta, za murami obronnymi. Na początku XV wieku miasto było jeszcze dwukrotnie oblegane i częściowo niszczone przez rycerstwo polskie pod dowództwem Jana Czarnkowskiego i Arnolda Brzyckiego. W XV w. po zachodniej stronie miasta zbudowany został szpital z kaplicą św. Jerzego. Od 1454 miasto należało (ponownie) do Brandenburgii. W 1657 Ińsko zniszczone zostało przez walczące ze Szwedami wojska Stefana Czarnieckiego, również później jego mieszkańcy znacznie ucierpieli w wyniku toczonych na terenie Pomorza wojen: siedmioletniej i północnej. Zniszczone zostały wówczas obwarowania miejskie, zamek i kaplica św. Jerzego.
W 1719 w Ińsku mieszkało zaledwie 298 mieszkańców. W 1775 Ińsko kupiła rodzina von Goltz i von Bornstedt. Rozpoczęła się powolna odbudowa miasta, którego większy rozwój nastąpił dopiero w 2. połowie XIX wieku. W 1801 miasto liczyło 920 mieszkańców, a w 1867 mieszkało tu już 2703 osoby. W 1858 rozebrano stary ratusz, zapewne średniowieczną farę miejską, a nowy neogotycki kościół zbudowano w 1860 r. wtedy również zaprzestano pochówków na cmentarzu przykościelnym i założono nowy cmentarz przy drodze do Storkowa. W 1870 zmodernizowano ulice i drogę do Chociwla. W latach 60. XIX w. gmina żydowska zbudowała w mieście synagogę. Cmentarz gminy założony na początku XIX w. usytuowany był po wschodniej stronie miasta. W ostatniej ćwierci XIX w. rozwinęła się zabudowa po wsch. stronie miasta, a po stronie płn. nad brzegiem jeziora, założono kąpielisko. W 1896 powstał dworzec kolei wąskotorowej, a na początku XX w. powstało kilka zakładów przemysłowych: mleczarnia, fabryka obuwia, fabryka maszyn Schroedera. W 1939 Ińsko liczyło 3012 mieszkańców. W czasie II wojny światowej Niemcy utworzyli w mieście podobóz pracy przymusowej obozu jenieckiego Stalag II D. W czasach Polski Ludowej rozwinął się przemysł budowlany, drzewny oraz działało gospodarstwo rybne.

## Architektura i urbanistyka

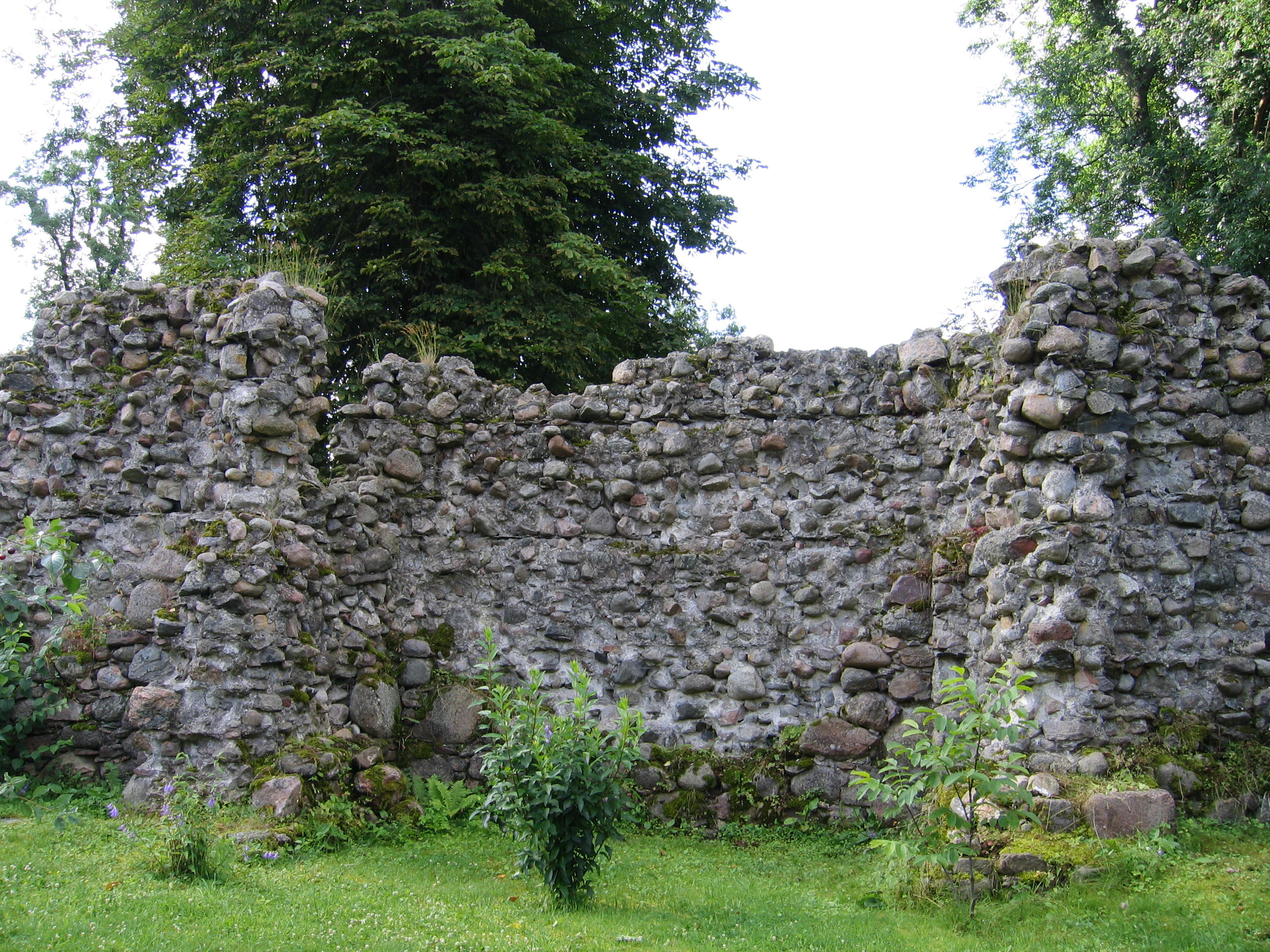
Relikty murów obronnych w Ińsku, na zdjęciu baszta łupinowa od strony miejskiej

Na początku XX wieku również wymieniona została prawie w całości zabudowa mieszkalna z ryglowej na murowaną, a w okresie międzywojennym zabudowę rozszerzono w kierunku zachodnim i wschodnim.
W rozplanowanej symetrycznie centralnej części miasta, podzielonej szachownicowym układem ulic z obszernym rynkiem w centrum, znajdował się kościół, ratusz, szkoła, poczta, 3 hotele i zabudowa mieszczańska w formie kamienic i wolnostojących domów. Przebieg dawnych obwarowań akcentował niewielki fragment murów zachowany po stronie południowej. Poza obrębem średniowiecznego centrum znajdowały się: zespół folwarku zamkowego, kaplica baptystów, dworzec kolejowy, cmentarze, budynki przemysłowe, w tym wiatrak stojący nieopodal cmentarza, remiza strażacka, budynek sądu.
W 1945 zabudowa wewnątrz kwartałów średniowiecznego miasta, wielokrotnie wymieniana w czasach nowożytnych, została niemal w całości zniszczona podczas działań wojennych. Zachował się przebieg ulic, fragment murów obronnych, zabudowa przedmieść i cmentarz ewangelicki. Z założonego ok. 1300 miasta, pozostał jedynie plan centralnej części, charakteryzujący się regularnym, szachownicowym układem prostokątnych kwartałów rozlokowanych wokół Rynku, a wyznaczonych przebiegiem kilku ulic, w tym głównej ul. Bohaterów Warszawy, stanowiącej przedłużenie starego traktu komunikacyjnego łączącego Ińsko z Chociwlem, Węgorzynem i Reczem. Ze średniowiecznej zabudowy miasta pozostał jedynie niewielki fragment kamiennych murów obronnych, usytuowany po południowo-zachodniej stronie Ińska, w pobliżu ul. Ogrodowej. Kilka domów zachowanych w kwartałach obrzeżnych pochodzi z przełomu XIX i XX w.

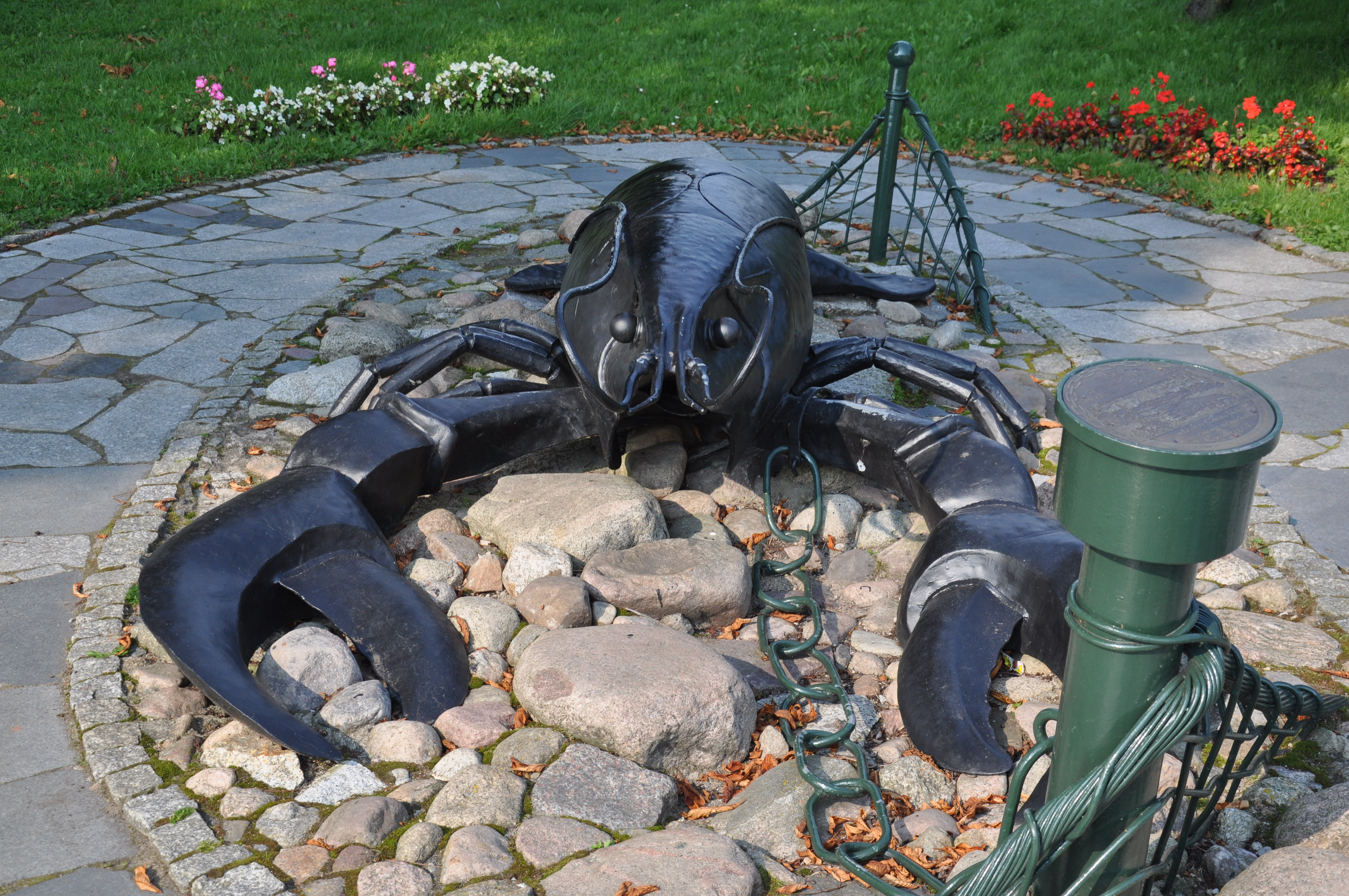
Pomnik raka

Istniejąca poza obrębem Starego Miasta zabudowa, rozciągająca się po zachodniej, północno-wschodniej i południowo-wschodniej stronie miasta, pochodzi głównie z przełomu XIX i XX w. oraz z okresu międzywojennego. Występują tu przede wszystkim domy parterowe i piętrowe, murowane z cegły, otynkowane, przykryte dachami dwuspadowymi, usytuowane w zwartej zabudowie pierzejowej, jak również wolno stojące. Fasady kilkunastu domów posiadają historyzujący wystrój architektoniczny w formie gzymsów i opasek okiennych.
Teren Starego Miasta w Ińsku z XIII wieku jest objęty ochroną prawną (wpis do rejestru zabytków). Zabytkami rejestrowanymi w mieście są relikty murów obronnych z 2. połowy XIV wieku przy ul. Ogrodowej, oraz dworzec kolei wąskotorowej z przełomu XIX/XX w., będący częścią Stargardzkiej Kolei Wąskotorowej.

## Demografia
| Dane historyczne | Dane historyczne | Dane historyczne |
| Rok              | Ludność          | Zm., %           |
| ---------------- | ---------------- | ---------------- |
| 1871             | 2667             | –                |
| 1880             | 2926             | 9,7%             |
| 1890             | 2815             | −3,8%            |
| 1900             | 2648             | −5,9%            |
| 1910             | 2605             | −1,6%            |
| 1925             | 2606             | 0%               |
| 1950             | 1055             | −59,5%           |
| 1960             | 1612             | 52,8%            |
| 2010             | 2026             | 25,7%            |
| [ 11 ] [ 12 ]    |                  |                  |

- Struktura demograficzna mieszkańców miasta Ińska według danych z 31 grudnia 2007[13]:

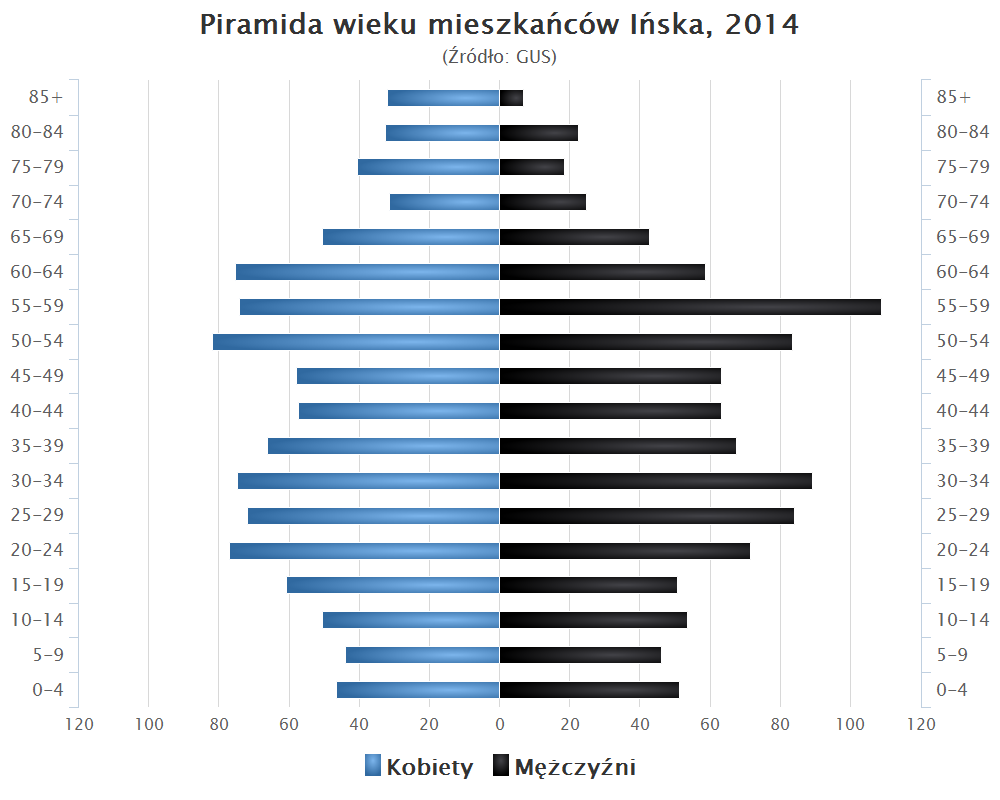
Piramida wieku mieszkańców Ińska w 2014 roku

| Opis                                | Ogółem | Ogółem | Kobiety | Kobiety | Mężczyźni | Mężczyźni |
| ----------------------------------- | ------ | ------ | ------- | ------- | --------- | --------- |
| Jednostka                           | osób   | %      | osób    | %       | osób      | %         |
| Populacja                           | 2023   | 100    | 1005    | 49,68   | 1018      | 50,32     |
| Wiek przedprodukcyjny (0–17 lat)    | 393    | 19,43  | 194     | 9,59    | 199       | 9,84      |
| Wiek produkcyjny (18–65 lat)        | 1331   | 65,79  | 609     | 30,1    | 722       | 35,69     |
| Wiek poprodukcyjny (powyżej 65 lat) | 299    | 14,78  | 202     | 9,99    | 97        | 4,79      |

## Gospodarka
Jezioro 

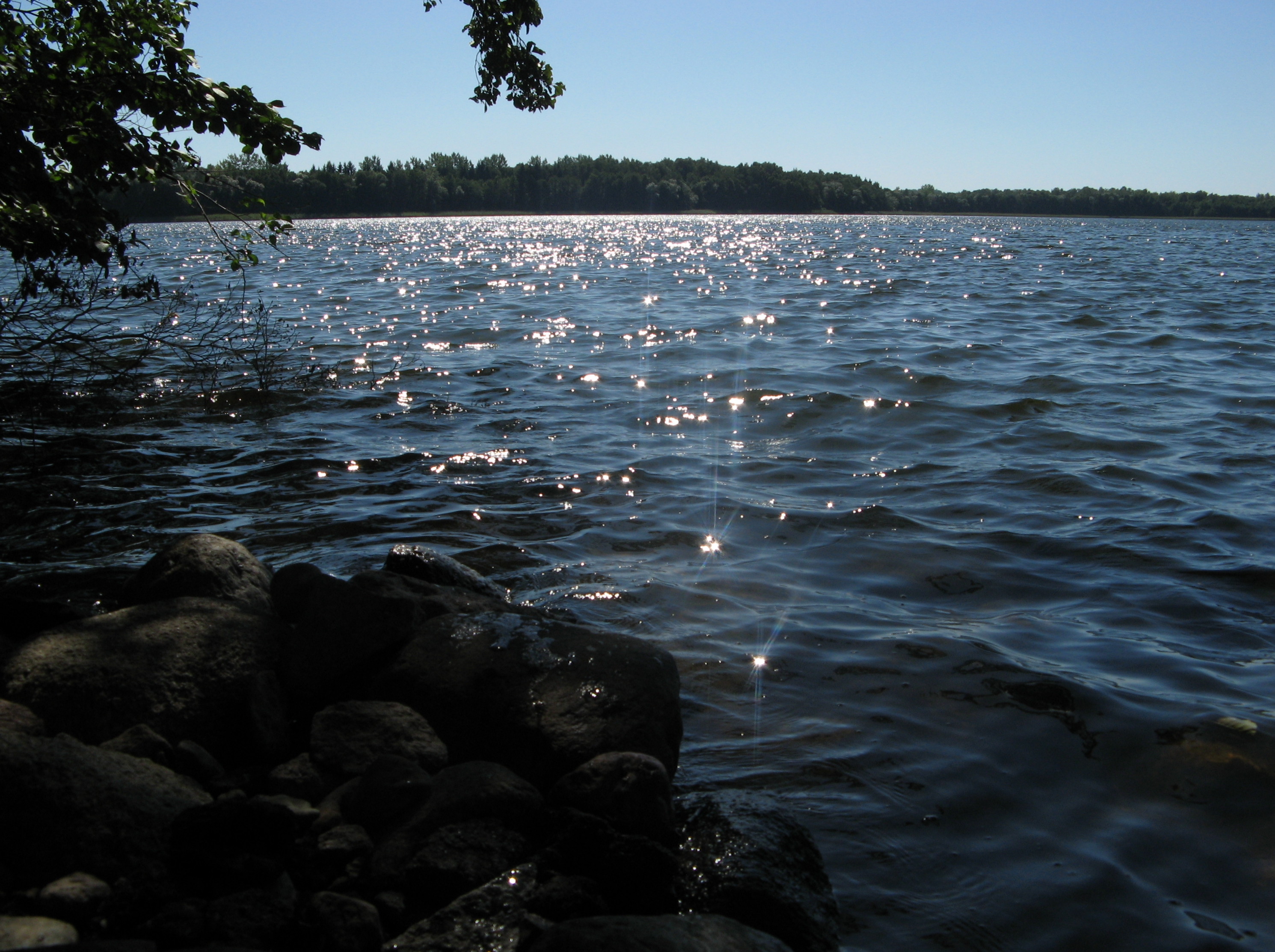
Ińsko

W Ińsku mieści się urząd pocztowy, agencja bankowa oraz punkt kasowy banku spółdzielczego. Inne przedsiębiorstwa to: tartak, fabryka węgla drzewnego, fabryka etanolu, rybołówstwo.
W miejscowości działał Kombinat Państwowych Gospodarstw Rolnych Ińsko, wcześniej jako samodzielne Państwowe Gospodarstwo Rolne Ińsko. W 1990 r. mienie Kombinatu PGR w Ińsku nie podległo komunalizacji, a zarząd nad nim przyjął wojewoda.

## Administracja
Miasto jest siedzibą gminy miejsko-wiejskiej. Mieszkańcy Ińska wybierają do swojej rady miejskiej 9 radnych (9 z 15). Pozostałych 6 radnych wybierają mieszkańcy terenów wiejskich gminy Ińsko. Organem wykonawczym jest burmistrz. Siedzibą władz jest Urząd Gminy i Miasta Ińsko przy ul. Bohaterów Warszawy.
Burmistrzowie Ińska:
- Jan Masznicz
- Stanisław Zimnicki (1994–1998)
- Teresa Działoszewska (1998–2006)
- Andrzej Racinowski (2006-2014)
- Jacek Liwak (od 2014)

Mieszkańcy Ińska wybierają parlamentarzystów z okręgów wyborczych z siedzibą komisji w Szczecinie, a posłów do Parlamentu Europejskiego z okręgu wyborczego nr 13.

## Wspólnoty wyznaniowe
- Kościół greckokatolicki:
  - parafia Podwyższenia Krzyża Pańskiego, nabożeństwa prowadzone są w kościele rzymskokatolickim św. Józefa[18]
- Kościół rzymskokatolicki:
  - parafia św. Józefa Oblubieńca Najświętszej Maryi Panny[19]

## Kultura
Poczynając od 1973 r. w Ińsku odbywa się coroczny przegląd filmów – „Ińskie Lato Filmowe”.
Od 2018 roku na dawnym dworcu kolei wąskotorowej funkcjonuje Ińska Izba Pamięci.

## Sport
Miejscowym klubem jest LZS „Ina” Ińsko która występuje w klasie Okręgowej. Barwy miejscowego klubu to zielono-żółte.